# Vető János
Vető János (Budapest, 1953. december 14. –) Munkácsy Mihály-díjas magyar képzőművész, fotóművész, videóművész, zenész. A hatvanas évek végétől a neoavantgarde fotóművészet és képzőművészet, és az alternatív zenei kultúra fontos alakja, nemzetközileg ismert művész.

## Életútja
1953-ban Budapesten született. Gyerekszínész volt a Madách Színházban.  Gyerekkora óta ír verseket, és az 1960-as évek vége óta fényképez, filmez és zenél. A Kex Együttes énekesét, Baksa Soós Jánost 1962 óta ismeri, barátjának és mesterének tekinti. 1969-1970-ben közreműködött a Kex egy-egy koncertjén. Az MTI gyakornokaként Molnár Gergellyel, a Spions együttes énekesével dolgozott együtt. 1976-1980 között a performance művész Hajas Tibor fotósa, asszisztense, operatőre, haláláig állandó munkatársa volt. A '80-as években Zuzu-Vető néven Méhes Lóránt Zuzu festőművésszel közösen készített képeket, szobrokat és installációkat. 1981-ben Lukin Gáborral és Méhes Mariettával megalapították a Trabant zenekart. A kilencvenes évek eleje óta Dániában és Svédországban lakik. Digitális képalkotással foglalkozik, dalszövegeket és zenét ír, énekel, ukulelén, kaossilatoron játszik. Képzőművészként és fotóművészként világszerte rendszeresen kiállít, zenészként rendszeresen koncertezik, albumokat ad ki.
1991-től feleségével, Maria Lavman svéd festőművésszel a képzőművészetben és a zenében (Mia Santa Maria és Kína Herceg néven) közösen is alkotnak. Két gyermekük van.

## Munkássága
1966-67 körül barátaival megalapította az Apropó Film Fotó experimentális film-és fotóstúdiót, 1972-ben a KOMMUNART nevű művészeti akció csoportot. Kísérleti, intuitív zenét játszó zenekarai a Cacao, a Travellers Group, a Kec-Mec, az Apropó Film Fotó Rajzfilmzenekar és a Hymnus.
Első önálló fotókiállítása 1974-ben a budapesti Bercsényi Klubban volt, Spárgatárlat címen. Fényképeit a fotótörténet progresszívitásuk és érzékenységük miatt kiemelkedőnek tekinti. A képek nagyobb egységeket alkotnak: szociofotók, aktok, portrék, önarcképek, és "épített képek", azaz manipulált képek. Az 1970-es évektől kezdve fényképei létrehozásakor különböző technikai eljárásokat is alkalmazott (nagyítás, dupla expozíció, szolarizáció, átfestés, színezés, ragasztás), ahogyan az 1990-es évektől digitális képeit és videóit is szoftverekkel manipulálja.
1976-1980 között Hajas Tibor fényképészeként, munkatársaként és barátjaként részt vett Hajas performanszainak előkészítésében, megvalósításában, és a fotóakciókból származó művek (fotósorozatok) létrehozásában (nagyítás, negatívok roncsolása, tablók), amelyeket mindkettőjük nevével publikáltak. 2017-ben az 57. Velencei Biennálé főkurátora, Christine Marcel a Giardini Központi Pavilonjában mutatta be műveiket. A Ludwig Múzeumnak adott interjújában azt nyilatkozta: " A művekhez kapcsolódó viszonyomat nem műfaji vagy anyagbeli/médiumbéli kérdések motiválják. Ugyanakkor eljárás tekintetében a Hajas által, Vetővel együttműködésben kidolgozott plasztikus megoldást valóban felettébb lényegesnek találom. A Hajas által megvalósított fotográfián belüli akció és a fotográfián magán véghez vitt akció, mint például a roncsolt negatívok, kiváló megoldást kínálnak, valóságos jelleggel testesítik meg a „kárhozat esztétikáját”, ahogyan Hajas is írta."
1981-től Méhes Lóránt Zuzu festőművésszel Zuzu-Vető néven létrehozták a „posztmodernista szociálimpresszionta neobarbár” művészetet. Rajzokat, festményeket, szobrokat, és textiltárgyakat készítettek. Filctollal, színes ceruzával, ecsettel és spray-el dolgoztak, gyöngyökkel, tollakkal, és különböző használati tárgyakkal díszítve festményeiket (Két szív az egy pár, 1983), textiltárgyaikat (Munkazászló és Szerelemzászló). Kövekből, csontokból, tranzisztorokból applikálták szobraikat (Űrkőkorszaki szoborportrék), és “kertnek” nevezték rézgáliccal és porfestékkel rendkívül színessé tett installációikat (Űrkőkorszaki pinceszoborkert, 1982, Szentendre, Vajda Lajos Stúdió). Minden önálló kiállításuk egy installáció, amely műveikból és rögtönzött szobraikból, személyes tárgyaikból és talált tárgyakból áll (Tibeti őszi tábor, 1981, Budapest, Fiatal Művészek Klubja, Új zászlók, új szelek 1983, Budapest, Fiatal Művészek Klubja). Kiállításmegnyitóikon zenei improvizációkat adtak elő.
1981-ben Lukin Gáborral és Méhes Mariettával megalapították a Trabant zenekart, Xantus János forgatókönyvíró, rendező Eszkimó asszony fázik című filmjének ötletét és szereplőit adva. További együttesei: Malter és Vödör, Gagarin pilótazenekar, Európa Kiadó. 1998-ban Koppenhágában Ivan E.Vinczével megalapította az I.M.A.-t (International Music Association).
A 90-es évektől digitális zenével és digitális képalkotással is foglalkozik. NahTe néven digitális nyomatokat és videókat készít (Pixelvideók). Egyik kedvenc anyaga a bubble wrap (pukkanós fólia csomagoló anyag), amelyet festmények, szobrok, fotók, videók alapanyagaként használ.
2018-ban a Balaton együttes tagjaival elkészítette a Jó idő albumot.
2007-2019 között digitális képeiből iron print technikával készítette festményeit, és nyomtatta ki a Duo, Fluo Trio sorozatot.
2013-ban, majd 2020-2021-ben készültek a IPP (Iron Print Paintings) festmények, a festményekről pedig videók.
Videócsatornája: NahTe53-Youtube.

## Kiállításai

### Válogatott egyéni kiállítások
- 1973 • Koncept art, Gül Baba türbe, Wágner villa, Budapest
- 1974 • Spárgatárlat, Bercsényi Klub, Budapest
- 1975 • Fiatal Művészek Klubja, Budapest
- 1976 ᛫ Toldi Galéria (Toldi Stúdió Mozi Klub), Budapest
- 1977• Galerie Schweidebraden (Hámos Gusztávval), Berlin
- 1979 • Ásatás – fotóvers kiállítás, Bercsényi Klub, Budapest
- 1981• Bam-Bam… Új traktor, üzemiroda, (Zuzu-Vető), Bercsényi Klub, Budapest • Zelfportret en Dialog, Galerij Micheline Swajcer, Antwerpen •Tibeti őszi tábor, (Zuzu-Vető), Fiatal Művészek Klubja, Budapest
- 1982 • Űrkőkorszaki pinceszoborkert, (Zuzu-Vető), Vajda Lajos Stúdió Galéria, Szentendre • Gyönyörű ez a mai nap (Zuzu-Vető), Rabinext Galéria, Budapest
- 1983 • Új zászlók, új szelek, (Zuzu-Vető), Fiatal Művészek Klubja, Budapest • Ifjúsági Ház, Székesfehérvár
- 1984 • Zászló, obo, oboszutrák, (Zuzu-Vető), Stúdió Galéria, Budapest
- 1985 • Galeria Mana (Zuzu-Vető), Wien
- 1986 • Fotók, Liget galéria, Budapest
- 1987 • Műfénnyel megvilágított fényképművek, Almássy téri Szabadidőközpont, Budapest • New York-New York, Liget galéria, Budapest • Budapest-New York, Kunstlicht Galerie, Frankfurt
- 1988 • Liget Galéria, Budapest • Gitárlecke földönkívülieknek, Almássy téri Szabadidőközpont, Budapest
- 1989 • Galerie Notuno, Geneve • Méhes Lóránt, Vető János, Gasner János, Kiss László kiállítása, Margitszigeti Víztorony, Budapest
- 1991 • Still life, Fészek galéria, Budapest • Make babies not art, (Maria Lavmannal ) Liget galéria, Budapest
- 1993 • Panel, Fotografisk Galleri, Koppenhága
- 1994 • Panel, Liget galéria, Budapest • Utolsó képek, Vizivárosi galéria, Budapest • Láthatatlan, hallgathatatlan, hallatlan, Újlak galéria, Budapest
- 1995 • Hommage to the holy light-bulb, Overgaden, (Maria Lavmannal) Koppenhága • Encuentro en Copenhagen – Reencuentro en Bilbao, La Brocha, Bilbao
- 1996 • Hang on Vision, (Maria Lavmannal), Politiken, Koppenhága • Tisztelet a Szent Villanykörtének, Articsók galéria, Budapest
- 1997 • In memoriam Tibor Hajas, Ernst Múzeum, Budapest
- 2003 • Színezett régi levegő, Magyar Fotográfusok Háza (Mai Manó Ház), Budapest
- 2005 • Hajas Tibor (1946-1980): KÉNYSZERLESZÁLLÁS, Ludwig Múzeum – Kortárs Művészeti Múzeum, Budapest
- 2006 • Zuzu-Vető, Kisterem galéria, Budapest
- 2007 • Mari és Évike (Zuzu-Vető), Me-Mo-Art, Budapest • Zuzu-Vető munkák – Installációművészet a 80-as években, Ernst Múzeum, Budapest • Fotografi i fokus, ADDO, Malmö
- 2008 • Csodálatos semmi, Me-Mo-Art, Budapest • NahTe 14 videohaiku és más elektrofirkák, Pixel galéria, Budapest • Hajas Tibor Vető Jánossal készített utolsó munkái, Vintage galéria, Budapest
- 2009 • Fotográfiák 1975-1986, Vintage gallery, Budapest
- 2012 • Köztéri művészet – szobafirkák és a csodálatos semmi, A Magyar Fotográfusok Háza – Mai Manó Ház Verzó Online Galériája
- 2013 • Szellemes – NahTe idéz, Budapest Galéria, Budapest • RELAX (Maria Lavmannal és Lotte Tauberlassennel közösen), Nordisk kunst, ADDO, Malmö • Feltámadunk – Zuzu-Vető, Neon galéria, Budapest
- 2016 • Virrasztás, acb NA, Budapest
- 2018 • Vintage, Bubble Wrap, Pixel, galeri ffrindiau, Budapest • Colored Old Air, Höörs Konsthall, Höör
- 2019 • Introduction, Galleri Rostrum, Malmö
- 2020 • Duo, Trio, Fluo, aqb Project Space, Budapest
- 2020 • Nárcisz és Psyché és más régi új, Pegazus Galéria, Szentbékkálla
- 2021 • Domän (Erdély Dániellel és Maria Lavman Vetővel), Galleri Rostrum, Malmö
- 2022 • Megtalált képek, Nemdebárka, Horány – Szigetmonostor ᛫ Domän #2 (Erdély Dániellel és Maria Lavman Vetővel), galeri ffrindiau, Budapest
- 2024 ᛫ Bercsényi 28-30 1970-2024, Móricz Zsigmond körtéri aluljáró, BME Építész Szakkollégium  és 1111 Galéria, Budapest

### Válogatott csoportos kiállítások
- 1974 • Képregény, Fiatal Művészek Klubja, Budapest
- 1975 • Montage, Fiatal Művészek Klubja, Budapest
- 1976 • Expozíció, Hatvany Lajos Múzeum, Hatvan
- 1978 • Moderne Fotografie aus Ungarn, Galerie Schwaindebraden, Berlin
- 1979 • Biennale of Sydney, The Art Gallery of New South Wales, Sydney • Works and Words, De Appel Arts Centre, Amsterdam
- 1980 • 6 Hongaarse kunstenaars, Museum Hedendaagse, Antwerpen • Hetvenes évek, Bercsényi Klub, Budapest, • II. Esztergomi Fotóbiennálé, Esztergom[28]
- 1981 • Tény-kép – A magyar fotográfia története 1840-1981, Műcsarnok, Budapest • Art und Telekomunikation, Wien-Berlin-Budapest • Tendenciák 6., Óbuda Galéria, Budapest
- 1982 • Stúdió ’82, Műcsarnok, Budapest • Egoland Art, Fészek Galéria, Budapest
- 1983 • Álomi szép képek, Óbuda Galéria, Budapest
- 1984 • Kép ’84, Fészek Galéria, Budapest • Frissen festve, Ernst Múzeum, Budapest • Plánum ’84 Művészeti Fesztivál, Almássy téri Szabadidő Központ, Budapest • Gud & Gramatik, Charlottenborg, Koppenhága
- 1985 • Kortárs művészet Magyarországon, Csók Képtár, Székesfehérvár • Kortárs magyar művészet, Third Eye Centre, Glasgow • Pillanatkép, Műcsarnok, Budapest • Magyar festők három generációja, Künstlerhaus, Graz • 101 tárgy, Óbuda Galéria, Budapest • Unkarin maalaustaidetta 1945-1985, Kaupungin talon Ala-Aula, Helsinki
- 1986 • 1ère Biennale Internationale pour la Photographie d`Art et de Recherche, Galerie Dongue, Párizs • “Idézőjelben”, Csók Képtár, Székesfehérvár
- 1986-87 • Aspekte Ungarischer Malerei der Gegenwart, Erholungshaus der Bayer AG, Leverkusen / Stadhalle Hagen / Stadthaus Galerie, Münster •
- 1987 • Mágikus művek, Budapest Galéria Lajos u., Budapest • Ungarsk samtids forografi, Museet der Fotokunst, Odense • Out of Eastern Europe: Private Photography, MIT Visual Arts Centre, Cambridge, Massachusets
- 1988 • Zeitgenössische Ungarische Fotografie, Fotogalerie, Wien
- 1989 • Más kép, Ernst Múzeum, Budapest • Mai magyar művészet, Národni galerie, Prága és Domumeniá, Pozsony • XI. Országos Kisplasztikai Biennálé, Pécs • Junge Ungarische Fotografen, Galerie Treptow / Galerie Pumpe, Berlin • The Metamorphic Medium : New Photography from Hungary, The Allen Memorial Museum, Oberlin College, Ohio
- 1990 • TRIUMF det ubeboelige, Charlottenborg, Koppenhága / Műcsarnok, Budapest
- 1991 • The General Art strike Exhibition – Perpetuum Mobile (Maria Lavmannal), Genf, Antwerpen
- 1991-1993 • Kortárs képzőművészet 1–2., Ludwig Múzeum, Budapest
- 1992 • XL. Fotográfiák, Pajta Galéria, Salföld • Ung Skulptur, (Maria Lavmannal), Skovlunde Bypark, Skovlunde
- 1993 • Variációk a Pop Art-ra, Ernst Múzeum, Budapest • 2nd Hungarian Epigon Exhibition, Kafnagel International Kulturfabrik, (Maria Lavmannal) Hamburg •
- 1994 • Csoportkép, Vigadó Galéria • 80-as évek – Képzőművészet, Ernst Múzeum, Budapest
- 1997 • Diaszpóra (és) művészet, Magyar Zsidó Múzeum, Budapest
- 1999 • Dokumentum, Műcsarnok, Budapest
- 2000 • Média Modell – INTERMÉDIA – Új képfajták – Interaktív technikák, Műcsarnok, Budapest
- 2001 • Regard Hongrois – Magyar tekintet, Palais Royal, Párizs
- 2002 • Új munkák, Liget Galéria, Budapest
- 2005 • What’s Next? – Neighborhoods and Artistic Practices, Koppenhága • Neofoton, Szentendre • FMK – azok a 80-as évek, Kogart, Budapest
- 2006 • Karneval-Karneval, Fleet Street Theater, Hamburg • Urban Contact Zone: Sharing Areas – Using Places, Hamburg
- 2008 • Neoavantgárd tendenciák, Zichy kastély, Budapest
- 2009 • Karneval-Karneval, Erlangen / Berlin • Gallery Night Budapest, Mucius Galéria, Budapest, MOST, Gödör Terasz Galéria, Budapest, Kontor Orkester Rostrum, Malmö • „Brännaren 2”, Malmö • Björn Ross Micro Art Festival, Rostrum, Malmö • Berlinale special on Central European Cold War Films, Berlin
- 2010-12 • Global All Stars koncertek, Koppenhága, IslandsBrygge
- 2012 • Az égbolt másik fele. Válogatás a Ludwig Múzeum gyűjteményéből, Ludwig Múzeum, Budapest
- 2013 • A meztelen férfi, Ludwig Múzeum, Budapest
- 2014 • Waldsee 1944 és Kegyetlen levelezés – Antiszemita képeslapok 1895-1930, 2B Galéria, Budapest • Fétis, Tabu, Ereklye, Vajda Lajos Stúdió, Szentendre • 1, 2, ! ? „Itt jelentkezzen öt egyforma ember” – Koncept palimszeszt, vagy a magyar konceptuális művészet, Paksi Képtár, Paks • Magyar Hippik, Karton Galéria, Budapest
- 2016-2017 • Progressive Intentions, Magyar Intézet, Isztambul
- 2017 • Viva Arte Viva (Hajas Tiborral), 57. Velencei Biennálé, Giardini, Központi Pavilon, Velence • Summer Show, acb Galéria, Budapest • Kétirányú mozgás Focus: Hungary, viennacontemporary, Bécs • With the Eyes of Others, Elizabeth Dee Gallery, New York
- 2018 • Promote, Tolerate, Ban: Art and Culture in Cold War Hungary, Wende Museum, Culver City, Kalifornia
- 2019 • Korszakkincsek, Duna Múzeum, Esztergom
- 2020 • ORD SOM BILD /BILD SOM ORD 2020 – Artists Books inspirerat av Lasse Söderbergs poesi, Galleri Rostrum, Malmö
- 2021 • PARIS PHOTO, Párizs

## Diszkográfia
- Zuzu-Vető: Új zászlók, új szelek/ New Flags new Winds. in:Artpool Rádió 3. Kazetta rádió/rádió munka. Budapest-Bécs telefonkoncert, 1983.[18]
- Trabant: Eszkimó asszony fázik, 1984[29][30]
- Európa Kiadó: PopZENe, 1987[31]
- Európa Kiadó: Koncert a Zichy kastélyban, 1986/1990[32]
- Az Éjszakák Egyesült Álma / United Dream of Night’s: A Hymnus én vagyok avagy az Apropó film-fotó rajzfilm zenekar igaz története, 1988[33]
- Apropófilmfotórajzfilmzenekar:[34] A forradalom után
- Mia Santa Maria és Kina Herceg: Kézimunka, 1990[35][36]
- Mia Santa Maria-KINA Herceg: Johnny gitár (filmzene, Söth Sándor filmje), 1991[37]
- Mia Santa Maria-KINA Herceg: Mosolyszünet, 1994, BAHIA[38][39]
- IPUT/NahTe: NEWNEEFLUGREEZ HYMNS, 2002[40][41]
- The Intuitiv Trio: Concert, 2004[42]
- NETRAF-music: NETRAF-titok (száj- és körömfájás). Műzene műfényben[43]
- BHGIM Intuitive records
- Tapintat együttes: Jó idő. Vető János Kína herceg NahTe CsendVan (ejtsd: XendFan) és az ötödik Balaton első közös albuma a Balaton tagjaival, 2018.[24]
- NahTe: Süss fel Nap! VillanyNahTe 2018. október[44]

## Filmográfia
- Apropó Film Fotó experimentális filmek (dr. Horváth Putyi, Járai Alfréd, Vető János kísérleti filmjei, 1967-1987) – rendező, operatőr, szereplő
- Öndivatbemutató (Hajas Tibor rövidfilmje, 1976) – operatőr
- Az éjszaka ékszerei (Hajas Tibor videója, 1976) – operatőr
- Vendég (Hajas Tibor videója, 1976) – operatőr
- Női kezekben (Xantus János rövidfilmje, 1981) – szereplő
- Trabantománia (BBS Vető János kisjátékfilmje, 1982) – rendező, operatőr
- Müller Anna (Antal István rövidjátékfilmje, 1982) – szereplő
- Eszkimó asszony fázik (Xantus János játékfilmje, 1983) – szereplő, dalszövegíró
- Ex-kódex- fejezetek a kis magyar fénytanból (Müller Péter Sziámi játékfilmje, 1983) – szereplő
- A szobáról (BBS Experanima Vető János kísérleti filmje, 1984) – rendező, operatőr
- Spirál (BBS Experanima Vető János kísérleti filmje, 1984) – rendező, operatőr
- A fekete macska (Antal István kísérleti filmje, 1987) – zeneszerző
- Forradalom után (Szirtes András játékfilmje, 1990) – zeneszerző
- Johnny Gitár (Sőth Sándor játékfilmje, 1991) – forgatókönyvíró, főszereplő, zeneszerző
- Blue Box (Káldor Elemér játékfilmje, 1992) – szereplő
- Elszállt egy hajó a szélben I-II. – KEX (Kisfaludy András dokumentumfilmje, 1998) – szereplő

## Kötetei
- Színezett régi levegő. A NahTe bemutatja Vető János és Kína herceg fényképmunkáit digitális nyomatokon + néhány eredeti ezüstzselatin című, a Magyar Fotográfusok Házában 2003. május 24. és 2003 július 8. között rendezett kiállítás katalógusa, CD melléklettel; szerk. Beke László, Csizek Gabriella; Magyar Fotográfusok Háza–MTA Művészettörténeti Kutatóintézet, Budapest, 2003 (Magyar Fotográfusok Háza könyvei)
- Képkorbácsolás. Hajas Tibor (1946-1980) Vető Jánossal készített fotómunkái / Image whipping. Tibor Hajas' (1946-1980) photo works with János Vető; szerk. Beke László, angolra ford. Kozák Csaba; MTA Művészettörténeti Kutatóintézet, Budapest, 2004
- Bereményi Géza–Vető János: Antoine és Désiré. Fényképregény az 1970-es évekből; fotó Vető János; Corvina, Budapest, 2017

## Írásai
- Vető János: A fény éjszakái [Hajas Tiborról]; in: Orpheus, 1999/21.[45]
- Vető János: NahTe (Vető Kína Herceg): Essay a Fotóról, 1999[46]
- NahTe: FOTÓ a rácsodálkozás művészete. Jegyzetek és összehasonlítások, 2003[47]
- NahTe: Neon mese, 2013[48]
- Vető János: Valahol a világűrben elsüjedt egy ürhajó”. Január Herceg Tova (Baksa-Soós János) kiállítása.[49]

## Díjak
- 2010 Munkácsy Mihály-díj
- 2009 Major János-díj • NEWNEEFLUGREEZ Jézus Krisztus-díj
- 1987 Derkovits Gyula ösztöndíj (Méhes Lóránttal közösen)

## Interjúk
- Galántai György beszélgetése Vető Jánossal; in: Artpool Levél, 1983/2. (február)[12]
- Szőnyei Tamás: "Nekem tetszik az élet". Vető János képzőművész, muzsikus. Magyar Narancs, 1995. jan,. 12..[50]
- Beke László beszélget Vető Jánossal. MTV, Picasso Kalandjai, Szerk. Július Gyula, Rend. M. Nagy Richárd. Készült az Utolsó képek című kiállítás alkalmából, Vízivárosi Galéria, 1994[51]
- Bárdos Deák Ágnes: "Az ukulele nagykövete". Vető János képzőművész, zenész; Magyar Narancs, 2013[52]
- Balla István–Németh Róbert: "Ki ez a KISZ-titkár, aki a halott oroszlánt rugdossa?"; hvg.hu, 2015. jún. 22.[53]
- Prieger Zsolt: Karizma és politikai giccs: Vető János Hajas Tiborról és halálról – Velence apropóján; in: 168 Óra, 2017. ápr. 25.[54]
- “Megkérdeztem Gézát lenne-e kedve visszarepülni az időben” – Vető Jánossal beszélgettünk a Bereményi Gézával közösen készített könyvük, az Antoine és Désiré című fényképregényről[55]
- Balázs Kata és Szabó Eszter Ágnes: "Tiszta fekete, és csak egy vonal volt rajta" – #nyolcvanasévek [56]
- Balázs Kata és Szabó Eszter Ágnes: Metszéspontok: Eszkimó asszony fázik I-III. [57][58][59]
- Szabó Eszter Ágnes:„Valahogy belekeveredtem a rock and rollba”. Interjú Vető Jánossal[60]
- Szabó Eszter Ágnes:"Megkérdeztük, használhatjuk-e a hangszórókat". Interjú Vető Jánossal[61]
- Paula Ely: János Vető Nahte. Photoculture  2018/08. 01.[62]
- Legát Tibor: "Ácskapocs is kell". Vető János képzőművész[63]
- Balázs Kata: Lepkegyűjtemény a falon.  Interjú Vető Jánossal[64]
- Farkas Laura: „Ennek itt még nincs vége, ez egy köztes állapot” [65]
- Michael Diemar: The Hungarian Neo-Avante-Garde. The Classic/5.[6]
- A Fehér Vera: „Szerintem a digitális fénykép egyedül képernyőn életképes…” – beszélgetés Vető Jánossal. PUNKT 2021/05/10.[66]
- Forián Szabó Noémi: Vető János: Iron Print Paintings. Artmagazin online[67]
- Noémi Forián Szabó: An interview with Dániel Erdély, Maria Lavman Vető and János Vető. Újművészet / Art today 2023/02/02.[68]